# Phyllocaerulein
Das Neuropeptid Phyllocaerulein (auch: Phyllocerulein) wurde 1969 von einer Gruppe um den italienischen Pharmakologen Vittorio Erspamer aus der Haut des südamerikanischen Frosches Phyllomedusa sauvagei isoliert. Es handelt sich um ein Nonapeptid mit der Aminosäuresequenz Pyr-Glu-Tyr(SO3H)-Thr-Gly-Trp-Met-Asp-Phe-NH2.
Phyllocaerulein beeinflusst den Blutdruck, führt zur Kontraktion der Gallenblase und steigert die Magensäure- und Pankreas-Sekretion. Damit ist es in seiner Struktur und in der pharmakologischen Wirkung dem Polypeptid Caerulein sehr ähnlich.
Wie bei Caerulein ist auch bei Phyllocaerulein die biologische Bedeutung völlig unklar.